# なんと!世界公認 引きこもり!
「なんと！世界公認 引きこもり！」（なんと せかいこうにん ひきこもり）は、日本のアイドルグループでんぱ組.incの楽曲である。2020年4月、世界中で多くの人にとって自宅で過ごす時間が長くなる中、完全テレワークで制作された。また、その工程をSNSなどで公開しながらクリエイターやファンを巻き込み、わずか8日間でMVとして発表され、反響を呼んだ。

## 概要
2020年4月6日深夜、折しもの新型コロナウイルスのパンデミックによる外出自粛要請などの社会情勢を受け、でんぱ組.incなどのプロデューサーのもふくちゃんとディレクターのYGQと音楽家の浅野尚志によるtwitterのやりとりから企画され、彼らの声かけによりオンライン上で制作された。浅野が作曲、ヒャダインこと前山田健一が作詞、釣俊輔が編曲を担当しており、でんぱ組.incのメンバーや、呼びかけに応じたプレイヤー達は、それぞれ自宅でレコーディングを行った。
テーマに合わせた振り付けがYumikoにより創作・公開され、メンバーは自宅で練習して自らMV撮影をこなした。また、Twitter上でファンへの呼びかけに応えて寄せられた大量のコーラス音声やイラストなども、楽曲と映像に反映された。楽曲が完成するまでの全ての工程がテレワークであり、進ちょく状況はTwitterのハッシュタグ「 #でんぱ新曲作るんさ 」を通じて随時報告された。
そして発案からわずか8日後の、丁度6thアルバム『愛が地球救うんさ！だってでんぱ組.incはファミリーでしょ』のリリース日と同じ4月15日の夜には、完成したMVがTwitterおよびYouTubeにて公開された。また、急きょLINE LIVEにて『#でんぱ新曲作るんさ 完成記念 スタッフ打ち上げZoom座談』として、企画に参加したスタッフやメンバーがトークを繰り広げ、ファンもコメントを投稿するなど、オンライン上で盛大な打ち上げが開催された。
曲のテンポはTwitterでのアンケート結果を踏まえて、かなり速いBPM200越えとなった。長さは、Twitterにアップロード可能な動画の上限とされる140秒に収められた。
なお、発売は未定となっている。

## スタッフ・クレジット
音楽
- 釣俊輔（agehasprings） – プログラミング、その他の楽器
- 田中航 – ドラムス
- IKUO – ベース
- 板垣祐介 – ギター
- 森本真伊 a.k.a ハヤシ – ピアノ
- 門脇大輔（GRAPLE JAM） – ストリングス[13]
- みきちゅ – ハーモニーコーラス
- でんぱ組.inc – ボーカル録音
- 西陽仁（ONEly Inc.） – ミキシング
- 石川翔平（ONEly Inc.） – アディショナル・エンジニア
- 塩崎麻帆（ONEly Inc.） – アディショナル・エンジニア
- もふくちゃん – プロデュース
- YGQ – サウンド・ディレクション
- ファンのみんな – コーラス & スペシャル・サンクス

ミュージック・ビデオ
- 森本敬大 – 監督
- Yumiko先生 – 振付
- でんぱ組.inc – 撮影
- ファンのみんな – 背景
- 平山純一(19-juke-) – 協力